# José Maria Sardinha Pereira Coelho
José Maria Sardinha Pereira Coelho (Elvas, 3 de junho de 1879 - ?, 1963) foi um militar, jornalista, autor teatral e compositor.
Frequentou o Colégio Militar entre 1889 e 1896.
Tirou o curso preparatório da Escola Politécnica, o curso da Escola Industrial e Comercial de Lisboa, e o curso de Infantaria da Escola do Exército (atual Academia Militar). 
Enquanto militar, chegou a coronel e foi diretor da carreira de tiro de Lisboa.
Foi diretor interino e subdiretor do Diário de Notícias e colaborou no Anuário da Câmara Municipal de Lisboa (1935-1937) e no Boletim cultural e estatístico (1937) da Câmara Municipal de Lisboa.
Foi autor de grande número de peças de teatro, especialmente revistas, e de fados como "Fado do 31" e "Eugénia da Câmara".